# Messerschmitt Bf 161
Messerschmitt Bf 161 – niemiecki prototyp samolotu rozpoznawczego z lat 30. XX wieku.

## Historia
Messerschmitt Bf 161 był wyspecjalizowanym samolotem rozpoznawczym, opartym konstrukcyjnie na Bf 110 i podobnym do lekkiego bombowca Bf 162. Prototyp Bf 161V1, który oblatano 9 marca 1938, był napędzany przez dwie rzędowe jednostki napędowe Junkers Jumo 210. Drugi prototyp, zasilany przez dwa silniki Daimler-Benz DB 600A, oblatano w dniu 30 sierpnia 1938 roku. Samolot jednak nie wszedł do produkcji, gdyż w niedługim czasie okazało się, że zmodyfikowana wersja Bf 110 może z powodzeniem wykonywać zadania samolotu rozpoznawczego.
Oba prototypy używano do dalszych badań, a w późniejszym czasie służyły do holowania innych samolotów, m.in. Me 163 Komet.